# Peperomia tenelliformis
Peperomia tenelliformis är en pepparväxtart som beskrevs av William Trelease. Peperomia tenelliformis ingår i släktet peperomior, och familjen pepparväxter. Inga underarter finns listade i Catalogue of Life.